# IC 356
IC 356 (również PGC 14508, UGC 2953 lub Arp 213) – galaktyka spiralna znajdująca się w gwiazdozbiorze Żyrafy, w odległości około 54 milionów lat świetlnych od Ziemi.
Odkrył ją Edward Barnard 23 sierpnia 1889 roku. Prawdopodobnie wcześniej obserwował ją Lewis A. Swift, który w publikacji z 1892 roku stwierdził, że widział tę galaktykę przed 1879 rokiem, lecz nie skatalogował jej, sądząc, że ten obiekt jest już znany.